# Československá basketbalová liga žen 1969/1970
Československá basketbalová liga žen 1969/1970 byla nejvyšší ligovou basketbalovou soutěží žen v Československu. Hrálo ji 12 družstev. Titul mistra Československa získala Slavia VŠ Praha na druhém místě skončila Sparta ČKD Praha a na 3. místě Lokomotíva Bratislava. Slavia VŠ Praha získala první titul mistra Československa.
Nejlepší pětka hráček basketbalové sezóny 1969/70: Helena Malotová-Jošková, Milena Jindrová, Hana Doušová-Jarošová, Eva Petrovičová, Marie Zahoříková-Soukupová.

## Systém soutěže
- Všechna družstva hrála dvoukolově každý s každým (doma - venku).

## Tabulka
| Poř. | Tým                       | Z  | V  | P  | Skóre     | Body |
| ---- | ------------------------- | -- | -- | -- | --------- | ---- |
| 1.   | Slavia VŠ Praha           | 22 | 21 | 1  | 1662:1200 | 43   |
| 2.   | Sparta ČKD Praha          | 22 | 18 | 4  | 1508:1156 | 40   |
| 3.   | Lokomotíva Bratislava     | 22 | 14 | 8  | 1458:1257 | 36   |
| 4.   | Slavia VŠ Brno            | 22 | 14 | 8  | 1400:1337 | 36   |
| 5.   | KPS Brno                  | 22 | 13 | 9  | 1402:1305 | 35   |
| 6.   | Slovan Orbis Praha        | 22 | 13 | 9  | 1531:1499 | 35   |
| 7.   | Slovan CHZJD Bratislava   | 22 | 12 | 10 | 1494:1455 | 34   |
| 8.   | Lokomotíva Košice         | 22 | 9  | 13 | 1225:1343 | 31   |
| 9.   | Lokomotiva Ústí nad Labem | 22 | 8  | 14 | 1280:1490 | 30   |
| 10.  | Jiskra Kyjov              | 22 | 5  | 17 | 1306:1453 | 27   |
| 11.  | TJ Gottwaldov             | 22 | 3  | 19 | 1247:1646 | 25   |
| 12.  | NHKG Ostrava              | 22 | 2  | 20 | 1267:1839 | 24   |

## Sestavy (hráčky, trenéři) 1969/1970, 1970/1971
- Slavia Praha ITVS: Milena Jindrová (Hacmacová), Alena Spejchalová, Radka Matoulková-Brožková, Alena Dolejšová-Plechatová, Hrbková-Borovianská, Růžičková, Naďa Coufalová, Ammerová-Lehká, Navrátilová, Hansen, Stejskalová, Dvořáková, Hrdinová, Plátová, Bublíková, Zajícová, Zapletalová. Trenér Jan Karger
- Spartak Praha Sokolovo: Hana Doušová-Jarošová, Martina Pechová-Jirásková, Marie Zahoříková-Soukupová, Pavla Gregorová-Holková, Marta Kreuzová-Melicharová, Magda Jirásková-Houfková, Jana Doležalová-Zoubková, Hana Polívková, Eva Polívková, Ivana Kořínková-Kolínská, Martina Balaštíková-Babková, Ptáčková. Trenér Zbyněk Kubín
- Lokomotiva Bratislava: Helena Zvolenská, Valéria Tyrolová, Nataša Lichnerová-Dekanová, Věra Kišová-Luptáková, Marta Tomašovičová, Ferenceiová, Melišová, Ničová, Gregorovičová-Fischerová, Tarasovičová, Medovarská, Rybářová, Schneiderová, Bednáriková, Maláčová. Trenér Rudolf Stanček
- Slavia VŠ Brno: Věra Horáková-Grubrová, Dubšová-Enenklová, Vlasta Pacíková, Kepáková, Kostivová, Kummerová, Vrzalová, Večeřová, Dufková, Hanáková, Swierková, Juránková, Mudrychová, - Wernischová, J.Polcarová, A.Polcarová, Šupová. Trenér Luboš Polcar
- KPS Brno: Helena Malotová-Jošková (1971), Olga Přidalová (Kyzlinková-Mikulášková), Dana Tušilová-Rumlerová, Eva Mikulášková, Hana Opatřilová-Drastichová, Stanislava Dimitrivová-Grégrová, Olga Bobrovská-Hrubá, Kurzová-Reichlová, Jaroslava Synková, Páleníková-Krámová, Olejníčková, Maksantová, Hynková. Trenér Jindřich Drásal
- Slovan Orbis Praha: Dagmar Hubálková (do 1970), Věra Štechrová-Koťátková, Eva Krahulcová, Jaroslava Majerová-Ŕepková, Věra Zedníčková-Ryšavá, Janoušková, Tichá, Knotová, Trvalová, Andrlíková, Krajčírová-Fialová, Loňková, Nekolová, Navrátilová-Mareschová, Tichá, Kutychová, Třesohlavá, Stroffová. Trenér Svatopluk Mrázek
- Slovan CHZJD Bratislava: Eva Petrovičová, Božena Miklošovičová-Štrbáková, Dana Šmihulová-Hapalová, Táňa Gálová-Petrovičová, Piatková, Hašková-Dubovská, Grenčíková, Radošínska, Halamičková, J. Hatalová, Matušková, Vaňková, Olga Zajasenská-Došeková, Chalúpková, J.Jelínková-Hatalová, Vaňková, Gališinová, Zatloukalová. Trenér Jozef Hodál
- Lokomotíva Košice: Eva Galášová, Peczerová-Jablonská, Šostáková-Lešková, Zahradníková-Hollá, Erdošová-Langová, Kašperová, Holúbková, Podolínska, Mrázová, Dzubanová, Kováčová, Radváková, Železníková-Bucková, Kuchařská, Pav. Martolosová-Pavlíčková, Dana Šmihulová-Hapalová, Smolenová, Radóczyová, Kovaříková, Podolínska, Ondičová. Trenér J.Tóth, L.Šosták
- Lokomotiva Ústí n/L: Jana Šubrtová, Hana Slavíková, Alena Holanová, Jindráčková, Hynková, Rysová, Laipoldová, Kopáčková, Ledečová, Vyšatová, Crkalová, Tučková, Moťková, Konopásková, Krahulcová, Dvořanová, Soukupová. Trenér Květoslav Soukup
- Jiskra Kyjov: Helena Malotová-Jošková, Ludmila Kuřilová-Navrátilová, Marie Řiháková, Procházková, Kovaříková, Pelikánová, Jenčová, Juráčková, Hlaváčová, Hovězáková, Kostihová, Kristová, Zapletalová. Trenér Ivan Kuřil
- TJ Gottwaldov: Polozová, Keřtová, Maksantová, Hegerová, M.Maláčová, Bačáková, R.Maláčová, Vránová, Klímková, Kostková, Pišínová, Zimmermannová. Trenér Z. Hladil
- NHKG Ostrava: Šlapáková, Dudková-Námyslová, Bohmová-Vejsová, Pokludová, Krajcová-Trunkátová, Česlová. Trenér Stanislav Linke

## Zajímavosti
- Mistrovství Evropy v basketbale žen 1970 se konalo v Holandsku (Rotterdam) v září 1970 za účasti 12 družstev. Mistrem Evropy byl Sovětský svaz, Francie na 2. místě , Jugoslávie na 3. místě, Bulharsko na 4. místě. Československo na ME 1968 skončilo až na 5. místě a hrálo v sestavě: Helena Malotová-Jošková 97 bodů /6 zápasů, Milena Jindrová 95 /7, Marta Kreuzová-Melicharová 58 /7, Dana Rumlerová-Tusilová 51 /7, Alena Spejchalová 51 /7, Eva Petrovičová 38 /7, Nataša Dekanová 36 /6, Marie Zahoříková-Soukupová 28 /5, Naďa Coufalová 27 /4, Martina Jirásková 20 /4, Stanislava Grégrová 13 /4, Eva Mikulášková 5 /4, celkem 519 bodů v 7 zápasech (5 vítězství, 2 porážky). Trenéři Ján Hluchý, Juraj Filčák
- V Poháru evropských mistrů v basketbalu žen Sparta ČKD Praha v sezóně 1969/70 vyřazena v semifinále od Wisla Krkov (Polsko), která ve finále prohrála s Daugava Riga. V další sezóně 1970/71 Slavia VŠ Praha byla vyřazena ve čtvrtfinálové skupině.